# 475
475 (CDLXXV) fue un año común comenzado en lunes del calendario juliano, en vigor en aquella fecha.
En el Imperio romano, el año fue nombrado el del consulado de Zenón sin colega, o menos comúnmente, como el 1228 Ab urbe condita, adquiriendo su denominación como 475 a principios de la Edad Media, al establecerse el anno Domini.

## Acontecimientos
- Rómulo Augusto es nombrado Emperador Romano de Occidente, será el último.
- Eurico devuelve Provenza a Roma a cambio de la total independencia del reino visigodo. Las Galias se las reparten burgundios, alamanes y rugios.[1]

## Fallecimientos
- Meroveo, rey de los francos salios.